# Hypogäum von Ħal-Saflieni
Das Hypogäum von Ħal-Saflieni ist eine im Neolithikum, zwischen 3800 und 2500 v. Chr., auf Malta genutzte unterirdische Anlage, die wohl für die Bestattung der Toten und als Heiligtum diente. Das Hypogäum (übersetzt: unter der Erde liegend) wurde im Jahr 1980 von der UNESCO als Weltkulturerbe anerkannt und in das Nationale Inventar der Kulturgüter der maltesischen Inseln aufgenommen.

## Entdeckung
Bereits 1899 stieß man in der maltesischen Stadt Paola beim Bau eines Hauses zufällig auf die unterirdische Tempelanlage. Die Bauarbeiter brachen beim Bau einer Zisterne durch das Dach der mittleren Ebene. Der Fund wurde jedoch erst 1902 den Behörden gemeldet, da die Bauherren ein Unterbrechen der Bauarbeiten befürchteten. Sie behielten Recht: Die Bauarbeiten wurden nach dem Bekanntwerden der sensationellen Entdeckung augenblicklich gestoppt. Inzwischen sind vier Häuser wieder abgerissen worden, um vollen Zugang auf den unterirdischen Tempel zu haben. In den Höhlen wurden Skelette von rund 7000 Menschen gefunden.

## Aufbau

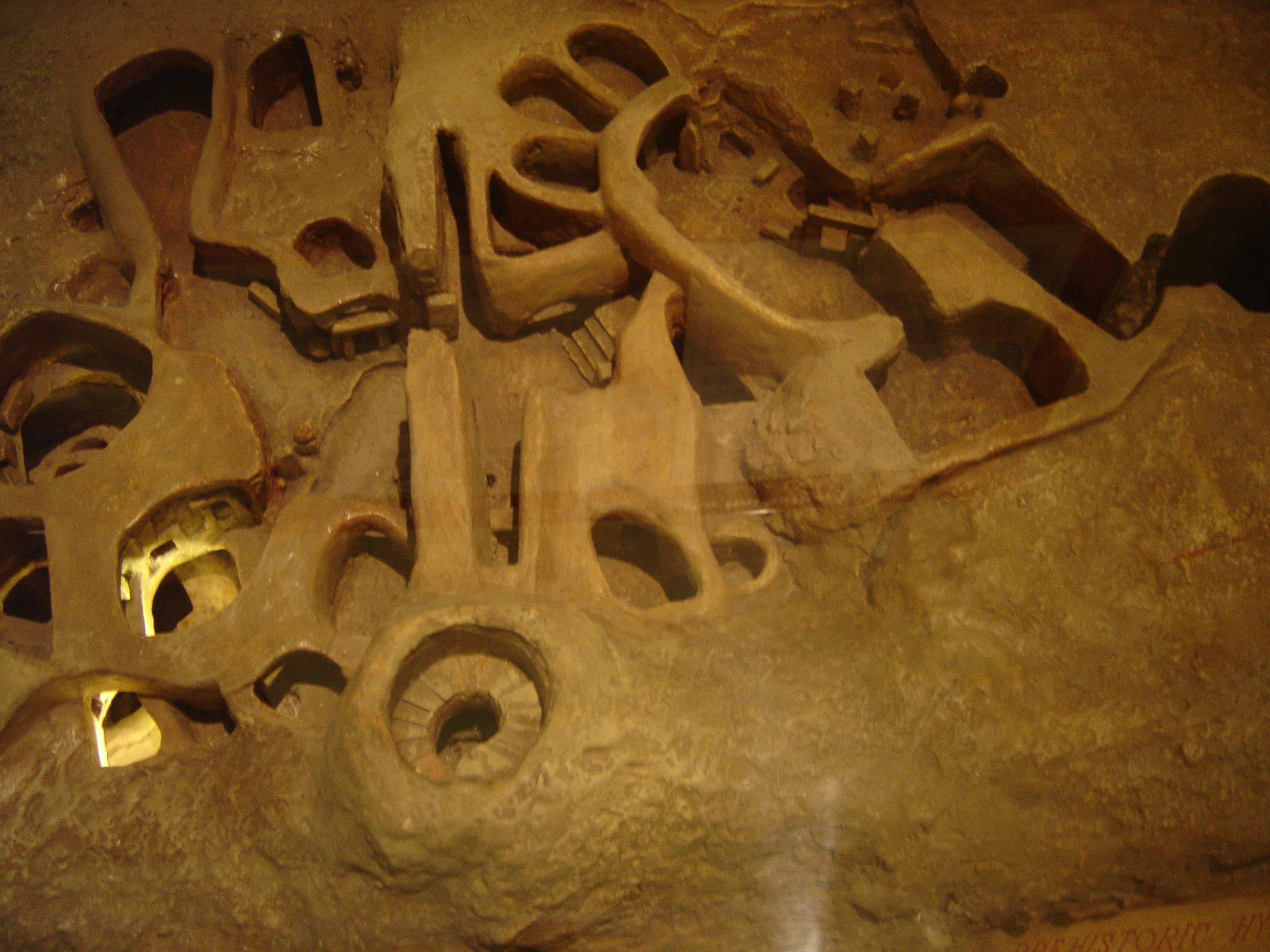
Modell des Hypogäums

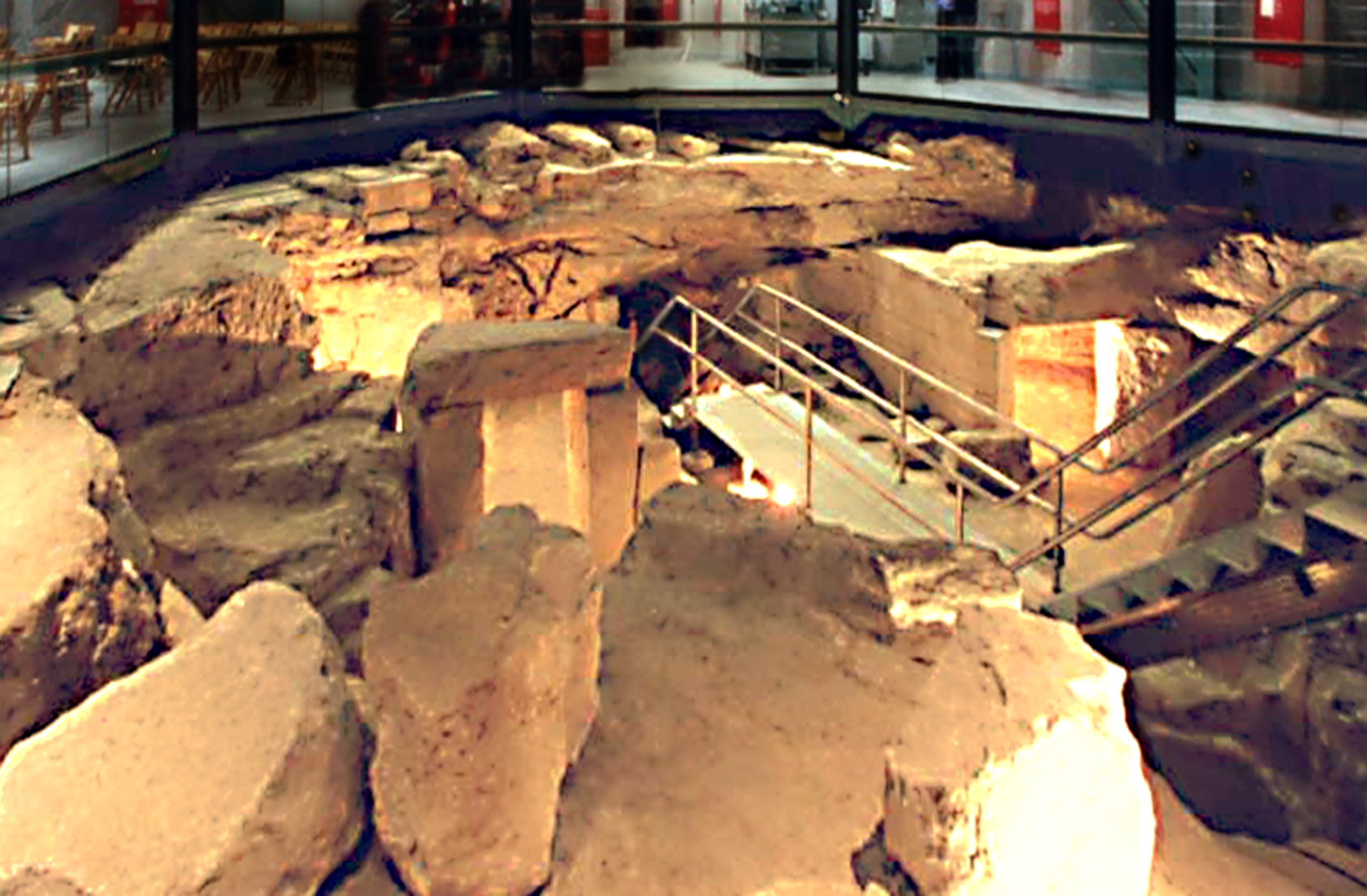
Eingang des Hypogäums

Das Hypogäum von Ħal-Saflieni besteht aus vielen unterirdischen Gängen, Hallen und Nischen und erstreckt sich über drei Ebenen. Die oberste Ebene war früher oberirdisch, wurde im Laufe der Jahrtausende von Gestein überlagert und liegt deutlich unter dem heutigen Straßenniveau. Die mittlere und untere Ebene lagen schon ursprünglich unter der Erde. Die Gänge wurden mit Stein- und Knochengeräten bis zu 10,6 Meter tief in den weichen Kalkstein getrieben und über etwa 1300 Jahre sukzessiv erweitert. Die Gesamtfläche des Hypogäums beträgt rund 500 m². Die Wände und Decken sind teilweise mit ockerfarbenen Malereien, bestehend aus dekorativen, gewundenen Rankenmustern und Scheiben, geschmückt. In dem als Orakelkammer bezeichneten Raum befinden sich Spiralen aus rotem Ocker, die wie ein Pflanzenmuster wirken. Darüber hinaus wurde ein schwarz-weißes Schachbrettmuster gefunden. Weiterhin trifft man in den benachbarten Räumen auf eine Kombination von Scheiben, Sechsecken und Halbspiralen.
Besonders beeindruckend ist ein Raum, der Allerheiliges genannt wird: Dort wurde eine vollständige Fassade mit Schwelle und Orthostaten in den Fels gehauen. An der Decke des Raumes bildet ein Kraggewölbe den Abschluss. Im Boden befindet sich eine v-förmige Eintiefung mit einem Verschlusspfropfen, die wahrscheinlich für Trankopfer genutzt wurde. Der Raum hinter der Fassade des Allerheiligsten wurde angefangen, jedoch nicht zu Ende geführt. Dies kann gegebenenfalls mit dem mysteriösen Stopp aller baulichen Aktivitäten von 2500 bis 2000 vor Christus zusammenhängen. Die nachfolgenden Bautätigkeiten werden nicht mehr der Steinzeit, sondern der Bronzezeit zugerechnet.

## Funde

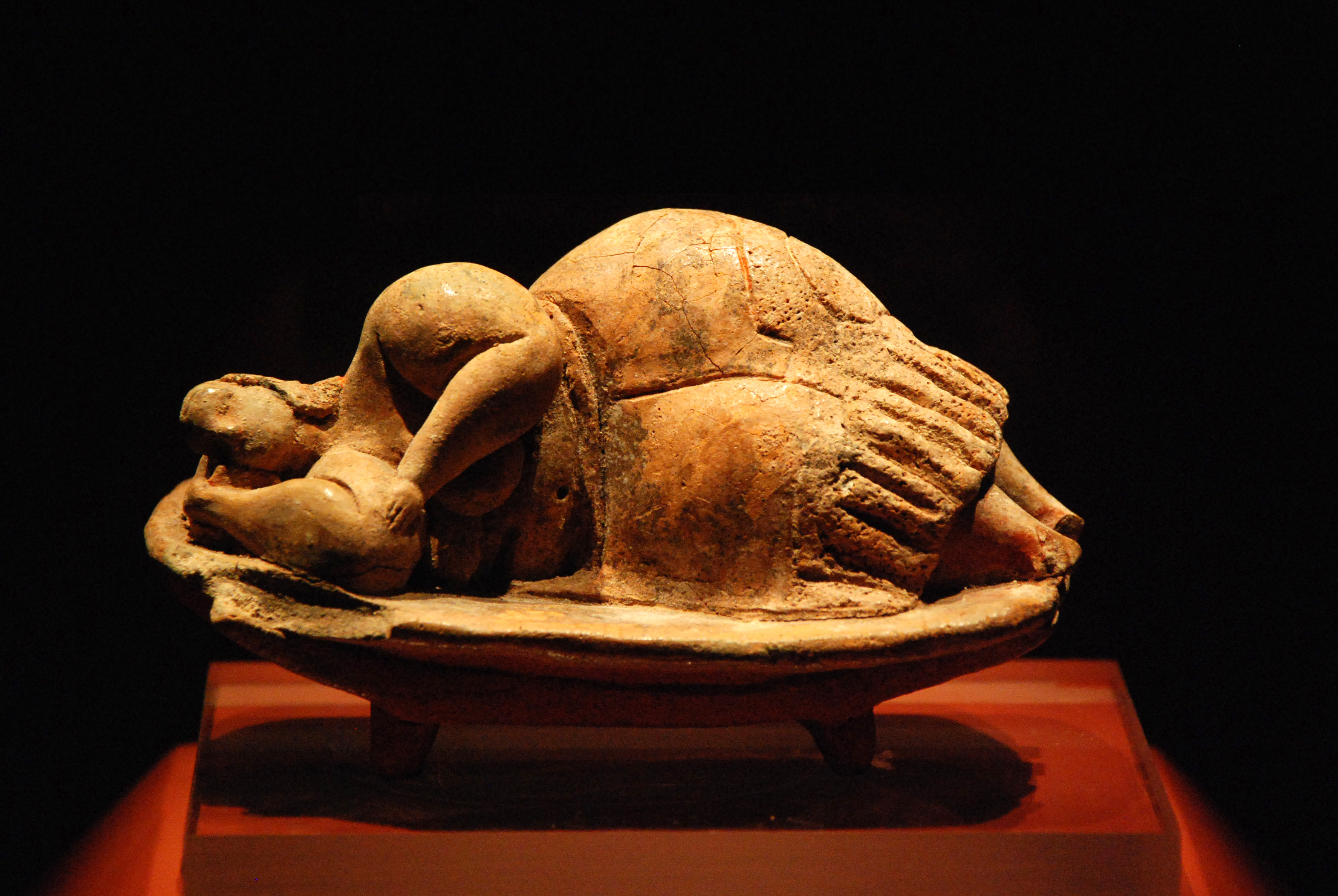
Die schlafende Dame

Außer Altären fand man in den Nischen Skelettreste. Der wohl bekannteste Fund aus der Anlage ist eine 12,2 cm lange Statuette, die eine liegende Frauengestalt darstellt und „Schlafende Dame“ genannt wird. Sie ist heute im Archäologischen Museum in Valletta ausgestellt.

## Deutung
Beim Hypogäum handelt es sich höchstwahrscheinlich um eine Begräbnisstätte, in der auch kultische Handlungen ausgeführt wurden. Die Ähnlichkeit der in den Fels gehauenen Trilithen mit den oberirdischen Anlagen legen dies nahe. Die Tatsache, dass die hier, wie die meisten der sonst auf Malta gefundenen neolithischen Skulpturen vermutlich weiblichen Geschlechts sind, führte zur Annahme, dass es sich um eine matriarchale Gesellschaft handele, und dass im Hypogäum Priesterinnen, Wahrsagerinnen usw. beigesetzt wurden. Aber diese Ansicht wurde wieder relativiert, denn inzwischen wurde auch die Skulptur einer „heiligen Familie“ (Mann, Frau, Kind) gefunden. Außerdem wurde ein Bezug zum nahegelegenen Tempel von Tarxien hergestellt. Demnach könnte es sich bei Tarxien um eine Art Tempel für die Lebenden und beim Hypogäum um einen Tempel für die Toten mit Begräbnisstätte gehandelt haben.

## Besichtigung
Die Tempelanlage kann in beschränktem Umfang besucht werden – derzeit werden in der Regel täglich acht Führungen mit je maximal zehn Personen durchgeführt.
Ein zweites Hypogäum des Archipels liegt auf Gozo. Die unterirdischen Bereiche unter dem Brochtorff Circle sind aber in der Ausgrabungsphase und noch unzugänglich.